# Chantier naval de Zviozdotchka
Les chantiers navals Zviozdotchka ( en russe Центр судоремонта «Звёздочка») sont parmi les plus vieux chantiers navals de la Russie. Ils se situent à Severodvinsk dans l'oblast d'Arkhangelsk donnant sur la Mer Blanche.
Ils sont spécialisés dans la construction de navires militaires ainsi que des brise-glaces à propulsion nucléaire.

## Présentation
Le chantier est sur la Yagry débouchant dans la baie de la Dvina. Créé en 1946 comme usine n° 893 elle a commencé par des réparations sur
des sous-marins diesels et des bateaux à vapeur. En 1962 la mise a niveau du K-33 est la première intervention sur des navires nucléaires.
En 2015 le chantier ouvre une succursale à Sébastopol ; en 2024 le chantier naval est sélectionné pour la remise à niveau des sous-marins de 3e génération, le Léopard de Classe Akula a commencé sa remise à niveau.
Le chantier naval dépend de la Société par action Centre Nord de construction et de réparation navale, en russe ОАО 
Северный центр судостроения и судоремонта.

## Navires construits
Le Academic Kovalev de 2014, le Academic Aleksandrov de 2020, le Zvezdotchka en 2010, les Iagry M-0328 et MI-0400 de 1998, la plateforme pétrolière Arkticheskaya.

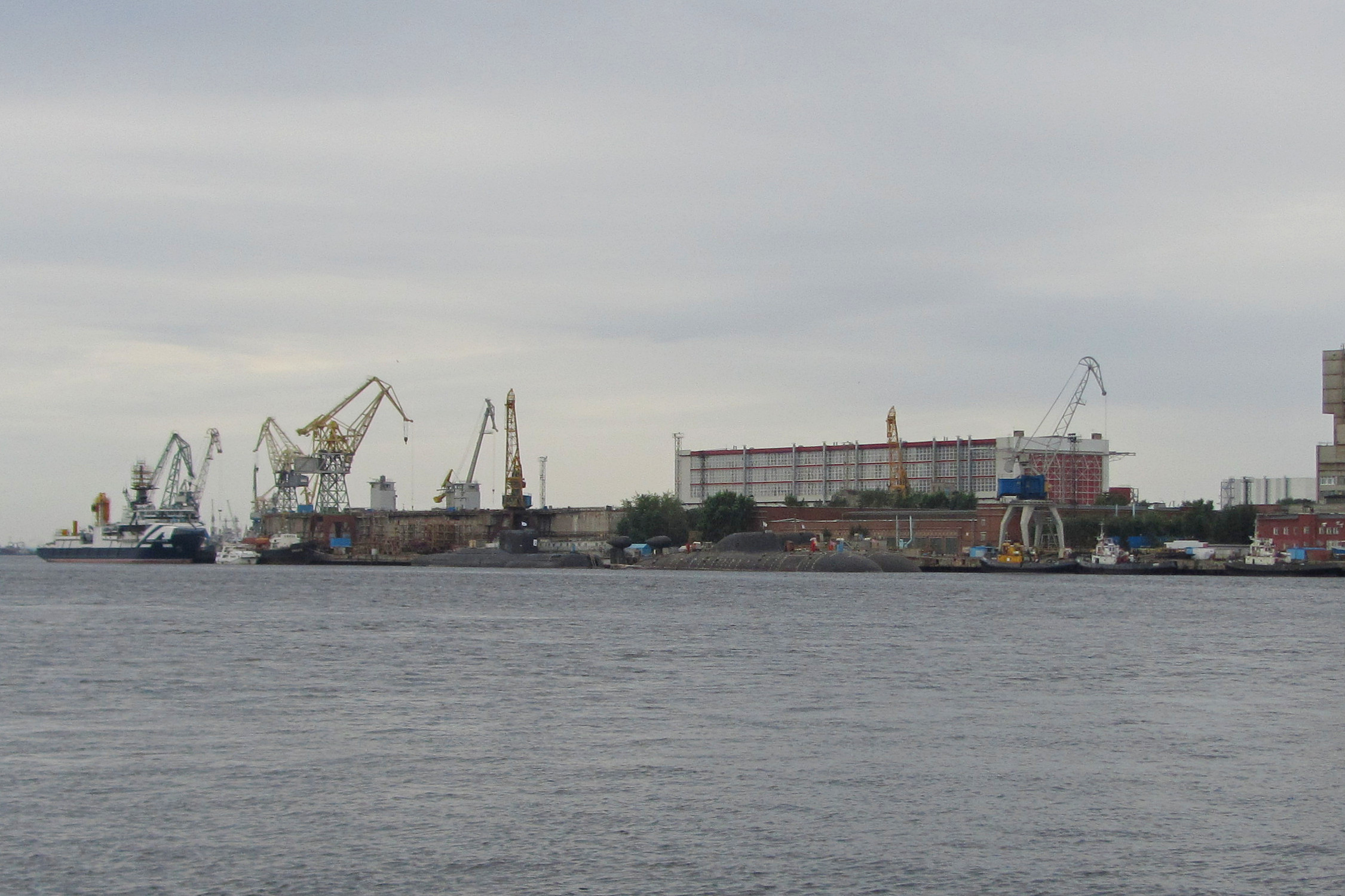
Vue du chantier naval.